# إسحاق إتش. تايلور
إسحاق إتش. تايلور هو محامي وسياسي أمريكي، ولد في 18 أبريل 1840 في New Harrisburg, Ohio ‏ في الولايات المتحدة، وتوفي في 18 ديسمبر 1936 في هارتفيل في الولايات المتحدة. نشط حزبياً في الحزب الجمهوري. وقد انتخب عضو مجلس النواب الأمريكي ‏.